# Topografische prominentie

De prominentie en dominantie van berg B

Topografische prominentie, prominentie of relatieve hoogte is een concept om bergen en heuvels in te delen. Het is een belangrijke indicatie voor de onafhankelijke hoogte van een top.
De prominentie van een berg is het hoogteverschil tussen de top en de laagste hoogtelijn die de top helemaal omgeeft, maar die geen hogere top omgeeft. Dit kan worden gemeten als het verschil in de hoogte van de top en de hoogte van de hoogste pas of col die naar een hogere top leidt. De pas, het laagste punt van een bergrug, kan in sommige gevallen honderden kilometers van de top afliggen.
Bergen met een prominentie van meer dan 1500 meter worden "ultra-prominente bergen" of ultra's genoemd. Wanneer de prominentie van een top erg klein is, wordt deze top vaak niet gerekend als een echte berg. Dit geldt vaak voor zijtoppen van hoge bergen, bijvoorbeeld de zuidtop van de Mount Everest die geen echte berg is, ondanks de grote hoogte (8749 m, prominentie 10 m).